# Xanthesma nukarnensis
Xanthesma nukarnensis là một loài Hymenoptera trong họ Colletidae. Loài này được Exley mô tả khoa học năm 1974.

## Hình ảnh

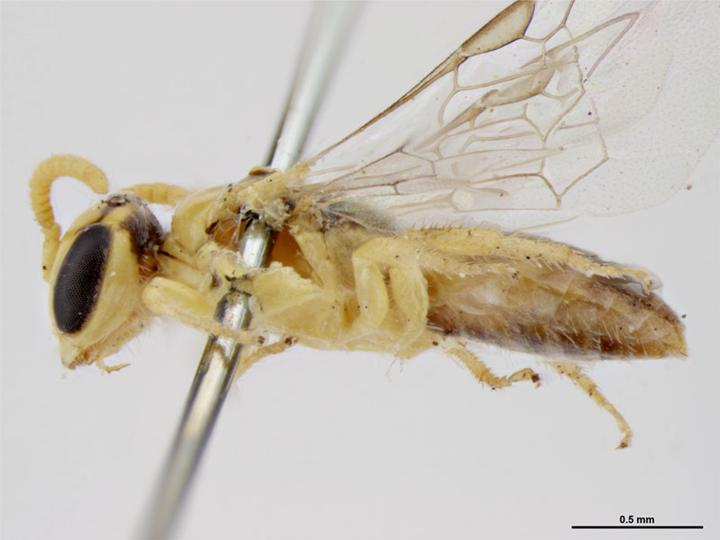